# Tenshō Shūbun
Tenshō Shūbun (天章 周文?; ... – 1463 circa) è stato un pittore giapponese del periodo Muromachi ed un monaco buddista e, per un certo periodo, abate nel tempio Shokoku-ji a Kyōto.

Shūbun, Leggendo in un boschetto di bambù, datato 1446.

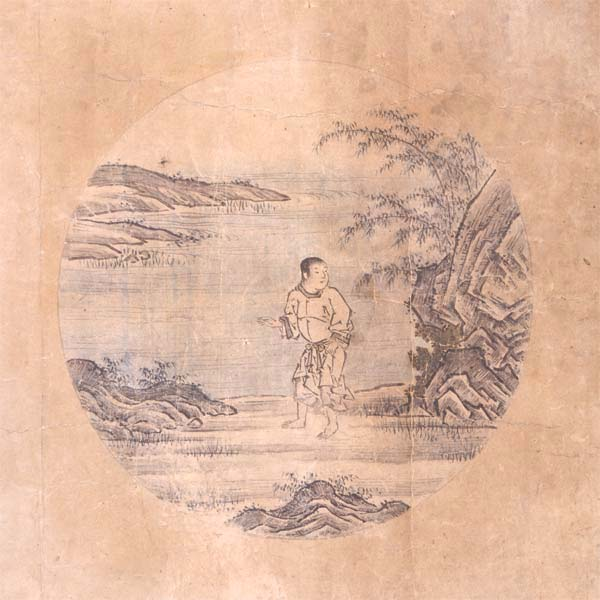
Shūbun, Cercando il bue

Studente di Josetsu, Shūbun divenne uno dei pittori più influenti della pittura a inchiostro nello stile suiboku, assieme a Sesshu, suo allievo. Molti paesaggi disegnati ad inchiostro sono attribuiti a lui, come quelli nella collezione Fujiwara e alla Fondazione Seikado Bunko. Tra i suoi paesaggi realistici più famosi, Leggendo in un boschetto di bambù (del 1446, al Museo nazionale di Tokyo).
Era capo pittore dello shōgun e tra il 1423 e il 1424 andò in Corea con una spedizione ufficiale dell'ambasciata dello shogun.
Shūbun è considerato in Giappone, insieme a Sesshu, il maggiore esponente della pittura dell'era Muromachi. Le radici culturali dell'arte Muromachi possono essere rintracciate in Cina, nella dinastia Song meridionale: lo Zen come principio dell'arte. Inoltre si pensa che sia proprio Shūbun ad aver perfezionato la pittura monocromatica Zen giapponese.